# Émile Peynaud
Émile Peynaud (1912-2004), œnologue et chercheur français, est considéré comme étant celui qui a révolutionné les techniques de vinification dans la seconde moitié du XXe siècle. À ce titre, il a été surnommé le « père de l'œnologie moderne ».

## Biographie
Né le 29 juin 1912 à Madiran, il entra, à l'âge de quinze ans, dans la Maison Calvet, négociant en vins à Bordeaux. En même temps, il poursuivit des études de chimiste avec Jean Ribéreau-Gayon, et tous deux mettent au point des méthodes d'analyse des vins. En 1946, il passa avec succès son doctorat à l'Université de Bordeaux et a rejoint son corps professoral en tant que conférencier.
Tout en restant à l'Université de Bordeaux, où il devint professeur d'œnologie, Peynaud continua à travailler sur les nombreux problèmes rencontrés dans le processus de vinification. Il arriva d'abord à convaincre des caves de vendanger jusqu'à deux semaines plus tard que d'habitude. Il continua en faisant éliminer de la vendange tous les raisins pourris afin d'obtenir des vins ayant la meilleure qualité possible.
Émile Peynaud introduisit le foulage et la fermentation en lots séparés, suivant l'âge de la vigne, la maturité des cépages, l'emplacement du vignoble, etc. Cette méthode porte aujourd'hui le nom de « sélection au terroir ». Il a ensuite appliqué la méthode du contrôle des températures dans les fermentations en Champagne et dans le Bordelais.
Ses méthodes qui allaient à l'encontre de nombreuses traditions, furent la cible des sceptiques, dans les années 1950 et 1960, qui dénoncèrent la peynaudisation des vins de Bordeaux.
Émile Peynaud s'est aussi penché sur le contrôle de la fermentation malolactique alors qu'il était couramment admis que celle-ci était une maladie. Il fit comprendre le besoin d'encourager et de contrôler cette fermentation. Il est décédé le 18 juillet 2004 à Talence.

## Publications
Seul ou en collaboration, il a écrit plusieurs ouvrages :
- Connaissance et travail du vin, avec Jacques Blouin, Éd. Dunod, Paris, 1971  (ISBN 2-04-011417-3) (lire en ligne).
- Le Goût du vin, avec Jacques Blouin, Éd. Dunod, Paris, 1983  (ISBN 978-2-10-070080-6) (lire en ligne).
- Le vin et les jours, Éd. Dunod, 1988  (ISBN 978-2-10-058183-2) (lire en ligne).
- Traité d’œnologie : sciences et techniques du vin. Tome 1, Analyse et contrôle des vins, avec Jean Ribéreau-Gayon, Pascal Ribéreau-Gayon et Pierre Sudraud, Éd. Dunod, Paris, 1972.
- Traité d’œnologie : sciences et techniques du vin. Tome 2, Caractères des vins, maturation du raisin, levures et bactéries, avec Jean Ribéreau-Gayon, Pascal Ribéreau-Gayon et al., Éd. Dunod, Paris, 1975.
- Traité d’œnologie : sciences et techniques du vin. Tome 3, Vinifications, transformations du vin, avec Jean Ribéreau-Gayon, Pascal Ribéreau-Gayon et al., Éd. Dunod, Paris, 1976.
- Sciences et techniques de la vigne. Tome 1, Biologie de la vigne, sols de vignobles, avec Jean Ribéreau-Gayon, Éd. Dunod, Paris, 1971.
- Sciences et techniques de la vigne. Tome 2, Culture, pathologie, défense sanitaire de la vigne, avec Jean Ribéreau-Gayon, Éd. Dunod, Paris, 1971.
- Clarification et stabilisation : matériels et installations, avec Jean Ribéreau-Gayon, Pascal Ribéreau-Gayon et al., Éd. Dunod, Paris, 1977.
- La technologie : un ensemble complexe de connaissances scientifiques et empiriques, exemples en œnologie, avec Pascal Ribéreau-Gayon, Presses Universitaires de Bordeaux, Bordeaux, 1989.